# Blaisance
La Blaisance est un torrent du Sud de la France, dans le département des Hautes-Alpes et la région Provence-Alpes-Côte d'Azur. C'est un affluent de rive droite du Buëch dont les eaux rejoignent le Rhône par la Durance.

## Géographie
La longueur de son cours d'eau est de 19,1 km. La Blaisance prend sa source dans les Hautes-Alpes sur la commune de Sorbiers, à l'altitude 830 mètres, et s'appelant alors le torrent du Brusquet.
Elle conflue avec le Buëch sur le territoire de la commune de Lagrand, à l'altitude 590 mètres.

## Communes et cantons traversés
La Blaisance traverse cinq communes et deux cantons :
- dans le sens amont vers aval : Sorbiers (source), Montjay, Chanousse, Trescléoux, Lagrand (confluence).

Soit en termes de cantons, la Blaisance prend source dans le canton de Rosans, et conflue dans le canton d'Orpierre.

## Affluents
La Blaisance a quatorze affluents référencés tous entre deux et cinq kilomètres de longueur.